# Кубок СССР по современному пятиборью среди женщин 1989
II Кубок СССР по современному пятиборью среди женщин проводился в Риге (Латвийская ССР) с 28 февраля по 5 марта 1989 года. На турнире награды разыгрывались в личном, командном первенстве. Впервые в Советском Союзе были проведены официальные соревнования в эстафете.

## Кубок СССР. Женщины. Личное первенство
| Дисциплина        | Золото                                                    | Серебро                                  | Бронза                                           |
| Личное первенство | С. Добротворская · Рига Латвийская ССР · Вооружённые Силы | Т. Чернецкая · Москва · Вооружённые Силы | Ж. Долгачева · Гомель Белорусская ССР · «Динамо» |

## Итоговые результаты
| Место | Спортсмен        | Республика, город, спортивное общество | Сумма очков |
| ----- | ---------------- | -------------------------------------- | ----------- |
| 1.    | С. Добротворская | Рига Латвийская ССР, Вооружённые Силы  | 5389        |
| 2.    | Т. Чернецкая     | Москва, Вооружённые Силы               | 5367        |
| 3.    | Ж. Долгачева     | Гомель, Белорусская ССР                | 5307        |

## Командное первенство. Победитель и призёры.
| Дисциплина           | Золото                                                                                            | Серебро | Бронза                                                                                               |
| Командное первенство | Вооружённые Силы · С. Добротворская · Рига · Т. Чернецкая · Москва · Л. Алешина · Москва · 15 792 | Динамо · Ж. Долгачева · Гомель Белорусская ССР · Ж. Горленко · Гомель Белорусская ССР · К. Гордеева · Ростов-на-Дону · 15 677 | Профсоюзы "Планерная" · Т. Литвинова · Москва · Е. Болдина · Москва · Е. Городкова · Москва · 15 555 |

## Эстафета. Победитель и призёры.
| Дисциплина           | Золото                                                                                           | Серебро | Бронза |
| Командное первенство | Вооружённые Силы · С. Добротворская · Рига · Т. Чернецкая · Москва · Л. Алешина · Москва · 5 146 | Профсоюзы · Р. Биккинина · Фрунзе Киргизская ССР · С. Султанова · Уфа · Т. Доренко · Луганск Украинская ССР · 5 135 | Динамо · Ж. Долгачева · Гомель, Белорусская ССР · Ж. Горленко · Гомель, Белорусская ССР · К. Гордеева · Ростов-на-Дону · 5 054 |